# Paul Lillrank
Paul Martin Lillrank, född 23 augusti 1955 i Helsingfors, är en finländsk företagsekonom och professor.
Lillrank blev politices doktor 1988 vid Helsingfors universitet. Han har bland annat varit anställd vid Handelshögskolan i Stockholm 1992–1996 och är sedan 1994 professor i kvalitetsstyrning vid Tekniska högskolan i Helsingfors och dekanus för avdelningen för produktionsekonomi.
Bland hans arbeten märks Vankeinhoidon varastomiehet (1979), en undersökning om fångvaktarna i Helsingfors länsfängelse, doktorsavhandlingen Organization for continuous improvement, som behandlar kvalitetskontrollcirklar inom japansk industri (1988), Laatuajattelu (1998) och Linking it to business (2000).
Lillrank har även framträtt som kolumnist bland annat i Hufvudstadsbladet, där han granskat sambandet mellan välfärdsstaten och den ekonomiska utvecklingen i samhället.